# James Mourilyan Tanner
James Mourilyan Tanner (1 de agosto de 1920 – 11 de agosto de 2010) foi um endocrinologista pediátrico britânico mais conhecido por seu desenvolvimento da Escala de Tanner, que mede os estágios de desenvolvimento sexual durante a puberdade. Ele foi professor emérito do Instituto de Saúde Infantil da Universidade de Londres.

## Biografia
Tanner nasceu em 1 de agosto de 1920 em Camberley, Surrey, Reino Unido e foi educado no Marlborough College e na University College do Sudoeste da Inglaterra. Sua família viajou extensamente enquanto ele era jovem porque seu pai, um soldado do Exército Britânico, estava estacionado em várias localidades. Tanner era um barreirista de primeira linha que poderia muito bem ter participado dos Jogos Olímpicos de Verão de 1940 que deveriam ser realizados em Londres, mas foram cancelados após o início da Segunda Guerra Mundial. Ele decidiu se tornar médico e não seguir seu pai no exército após seu irmão ter sido morto no início da guerra. Ele frequentou o Hospital St Mary, Londres, sob uma bolsa de estudos na qual ele instruía colegas estudantes em educação física. Ele foi aos Estados Unidos para completar seus estudos médicos como parte de um grupo de estudantes britânicos financiados por uma bolsa da Fundação Rockefeller. Conheceu sua primeira esposa, a colega médica Bernice Alture, enquanto estava na Escola de Medicina da Universidade da Pensilvânia e realizou seu internato no Hospital Johns Hopkins.
Tanner supervisionou um estudo iniciado pelo governo britânico em um orfanato em Harpenden começando em 1948. Embora o estudo tivesse sido originalmente planejado para estudar os efeitos da má nutrição em crianças, Tanner mapeou e fotografou o crescimento das crianças no estudo durante um período de vários anos, desenvolvendo a Escala de Tanner, que mede a maturação sexual em adolescentes com base em características que podem ser objetivamente medidas, incluindo o tamanho dos genitais e a quantidade de pelos púbicos. Os dados coletados levaram ao desenvolvimento do gráfico de crescimento moderno, usado por pediatras ao redor do mundo para monitorar o padrão de crescimento em crianças durante a adolescência, com curvas separadas medindo a trajetória de crescimento para meninos e meninas identificados como amadurecendo precocemente, normalmente ou tardiamente. Baseado em sua pesquisa, Tanner observou que 90% da altura adulta de uma criança individual é baseada em fatores genéticos, mas que o ambiente é o fator-chave quando milhares de crianças são estudadas. Ao estudar as características de crescimento de grandes populações, Tanner concluiu que dados comunitários sobre altura adulta eram um indicador de como uma sociedade promove seus jovens.
Tanner fez pesquisas iniciais sobre o uso do hormônio do crescimento humano para tratar crianças cujo crescimento estava significativamente atrasado e foi responsável por selecionar o pequeno punhado de crianças no Reino Unido que seriam tratadas com o suprimento limitado de HGH extraído de cadáveres humanos. Após vários pacientes mundialmente morrerem em 1985 de doença de Creutzfeldt-Jakob ligada aos tratamentos de HGH, Tanner imediatamente interrompeu a terapia, mas tinha pacientes que insistiam que estavam dispostos a assumir o risco para tratar o crescimento atrasado de seus filhos. Os tratamentos foram retomados na década de 1990 após a introdução do hormônio do crescimento humano geneticamente modificado.
Tanner morreu aos 90 anos em 11 de agosto de 2010 em Wellington, Somerset, devido a um derrame e câncer de próstata. Ele foi sobrevivido por sua segunda esposa, Gunilla, bem como por uma filha, Helen Phillips, uma enteada, um enteado e três netas.

## Publicações
Tanner foi autor e co-autor de inúmeras publicações e contribuições para publicações, algumas das quais estão listadas abaixo.
- Growth at Adolescence, 2ª ed. (1962) Oxford: Blackwell Scientific.
- Tanner, James M.; Taylor, Gordon Rattray (1965). Growth. Col: Life Science Library. New York: TIME Inc. ISBN 9780632039302. OCLC 780951
- J.M. Tanner; Frank Falkner, eds. (1979). Neurobiology and nutrition. Col: Human Growth. 3. New York: Plenum Press. ISBN 0-306-34463-7
- Harrison, G.A.; Tanner, J.M.; Pilbeam, D.R.; Baker, P.T., eds. (1988). «Section III – Human Growth and Constitution: Chapters 14–19». Human Biology: An Introduction to Human Evolution, Variation, Growth, and Adaptability 3ª ed. Oxford: Oxford University Press. ISBN 0-19-854143-0
- J.M. Tanner; M.A. Preece, eds. (1989). The physiology of human growth. Col: Society for the Study of Human Biology Symposium 29. Cambridge (England); New York: Cambridge University Press. ISBN 0-521-34410-7. Tanner growth. Transferido para impressão digital 2002.
- Tanner, James M. (1990). Foetus Into Man: Physical Growth from Conception to Maturity Revisada e ampliada ed. Cambridge, MA: Harvard University Press. ISBN 978-0-674-30692-9. LCCN 89-19809 Transferido para impressão digital 2003.
- Jones, Steve; Martin, Robert D.; Pilbeam, David R, eds. (1994). «Human growth and development». The Cambridge Encyclopedia of Human Evolution. [S.l.]: Cambridge University Press. pp. 98–105. ISBN 0-521-46786-1
- Stanley J. Ulijaszek; Francis E. Johnston; M. A. Preece, eds. (2000). «A brief history of the study of human growth; North American longitudinal growth studies; European longitudinal growth studies». The Cambridge encyclopedia of human growth and development. Cambridge: Cambridge University Press. pp. 2–18. ISBN 0-521-56046-2